# Sandžúró
Sandžúró (japonsky 椿三十郎 Cubaki Sandžúró), také uváděný jako Sanjuro, je černobílý film japonského režiséra Akira Kurosawy z roku 1962. Je volným pokračováním předešlého Kurosawova filmu Jódžinbó a stejně jako v něm si hlavní roli zahrál Toširó Mifune.
Zápletka filmu se točí kolem skupinky mladých samurajů, kteří se snaží osvobodit svého pána z rukou místního zkorumpovaného komisaře. Jejich impulzivní pokusy ale končí neúspěchem a zdá se, že i oni sami jsou odsouzeni k záhubě. Nakonec jsou přinuceni přijmout pomoc od potulného samuraje (rónina) Sandžúróa (Toširó Mifune), který je neustále překvapuje svými cynickými názory.
Film kombinuje akci a humor a je natočen v mnohem lehčím tónu než jeho předchůdce Jódžinbó.